# Lipná (Hazlov)

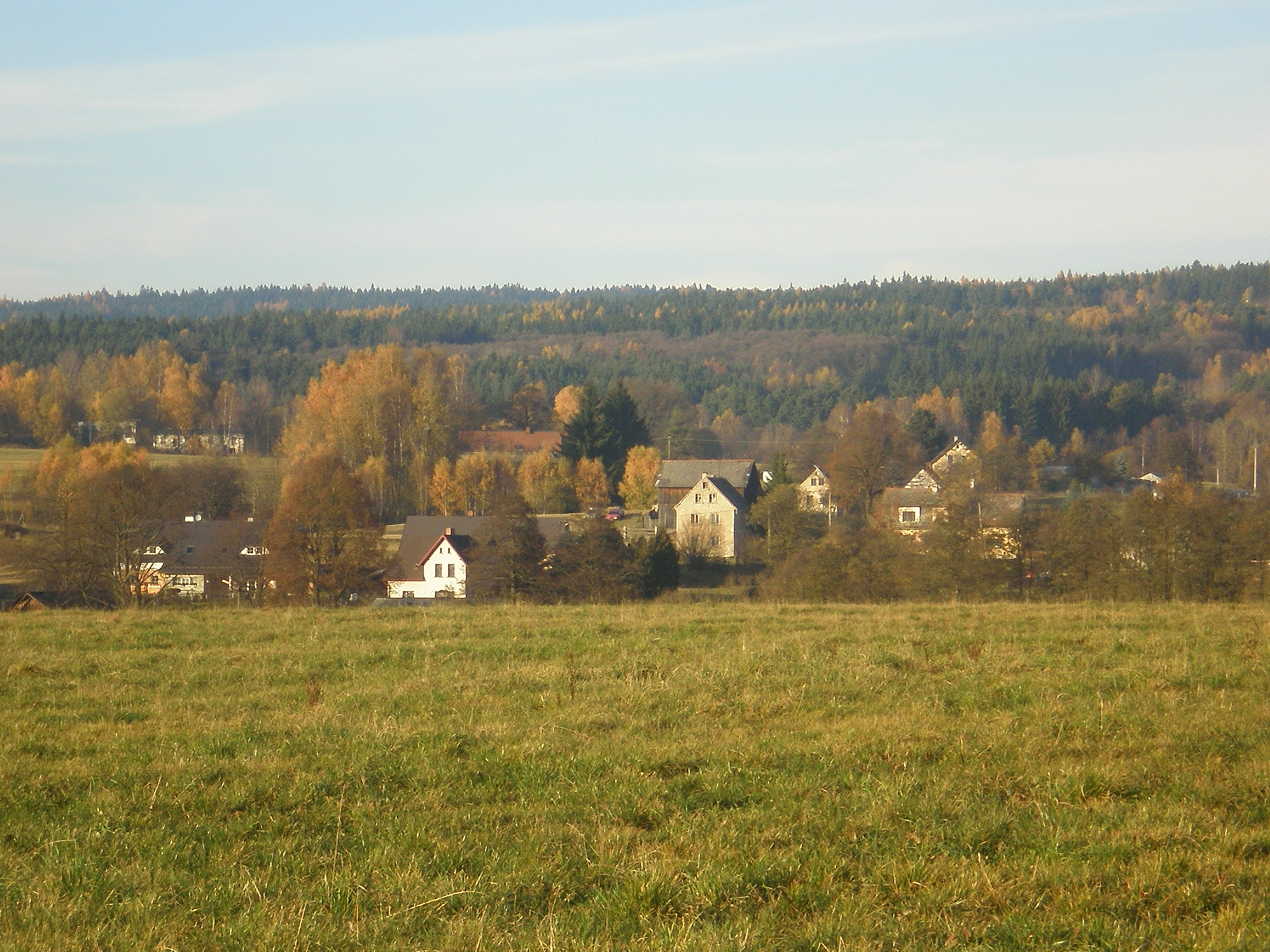
Pohled od křižovatky na Polnou, Táborskou a Libou

Lipná (Lindau, do roku 1948 česky Lindov) je vesnice a část obce Hazlov v okrese Cheb v Karlovarském kraji.

## Geografie
Lipná leží v údolí dva kilometry západně od obce Hazlov, v nadmořské výšce 530 metrů. V blízkosti se nachází Ostrožský potok a okrajová část Smrčin.

## Historie
První zaznamenaná zmínka o Lipné pochází z roku 1307, kdy Jindřich Nothaft daroval třetinu desátku Lipné a Polné německým rytířům. Lidé zde měli práci jen v zemědělství a poté v malém žulovém dole, proto zůstala vesnice vždy malá a nezajímavá. V Současné době zde žije pouhých 15 obyvatel ve 14 domech, z nichž navíc 5 jsou rekreační stavení.

## Obyvatelstvo
Při sčítání lidu v roce 1921 zde žilo 236 obyvatel, všichni německé národnosti. K římskokatolické církvi se hlásilo 233 obyvatel, tři k církvi evangelické.
| Rok                                                    | 1869 | 1880 | 1890 | 1900 | 1910 | 1921 | 1930 | 1950 | 1961 | 1970 | 1980 | 1991 | 2001 | 2011 | 2021 |
| ------------------------------------------------------ | ---- | ---- | ---- | ---- | ---- | ---- | ---- | ---- | ---- | ---- | ---- | ---- | ---- | ---- | ---- |
| Počet obyvatel                                         | 285  | 268  | 278  | 274  | 271  | 236  | 270  | 81   | 53   | 46   | 19   | 10   | 15   | 22   | 24   |
| Počet domů                                             | 37   | 37   | 37   | 37   | 37   | 38   | 39   | 35   | -    | 13   | 9    | 13   | 14   | 15   | 15   |
| Počet domů v roce 1961 je zahrnut v počtu domů v Polné |      |      |      |      |      |      |      |      |      |      |      |      |      |      |      |

## Obecní správa
Při sčítání lidu v letech 1850–1879 Lipná byla osadou obce Skalka v okrese Aš. V letech 1880–1909 byla osadou obce Polná v okrese Falknov. V letech 1910–1949 byla samostatnou obcí v okrese Aš. V letech 1950–1963 byla opět osadou obce Polná v okrese Sokolov. Od roku 1964 je částí obce Hazlov v okrese Sokolov.

## Pamětihodnosti
V blízkosti Lipné, na silnici do Skalky se nachází v blízkosti železnice kamenný smírčí kříž s nápisem IHS a s probodlým srdcem. V roce 1675 zde otec ze Skalky zavraždil svého syna, a podle Marklovy kroniky mu „vyrval vnitřnosti a vysál krev“. Soudní spisy z let 1675–1676 potvrzují, že byl za tento čin viník popraven mečem. Podél silnice směrem k Polné se poté nachází několik kamenných památníků bývalých německých obyvatel a malá výklenková kaplička.

## Turistika
Přes Lipnou nevede žádná turistická stezka, ale lze se sem dostat z jeden kilometr vzdálené Polné, kterou prochází červeně značená turistická trasa a cyklistické trasy 2065 a 2057.